# براديلا

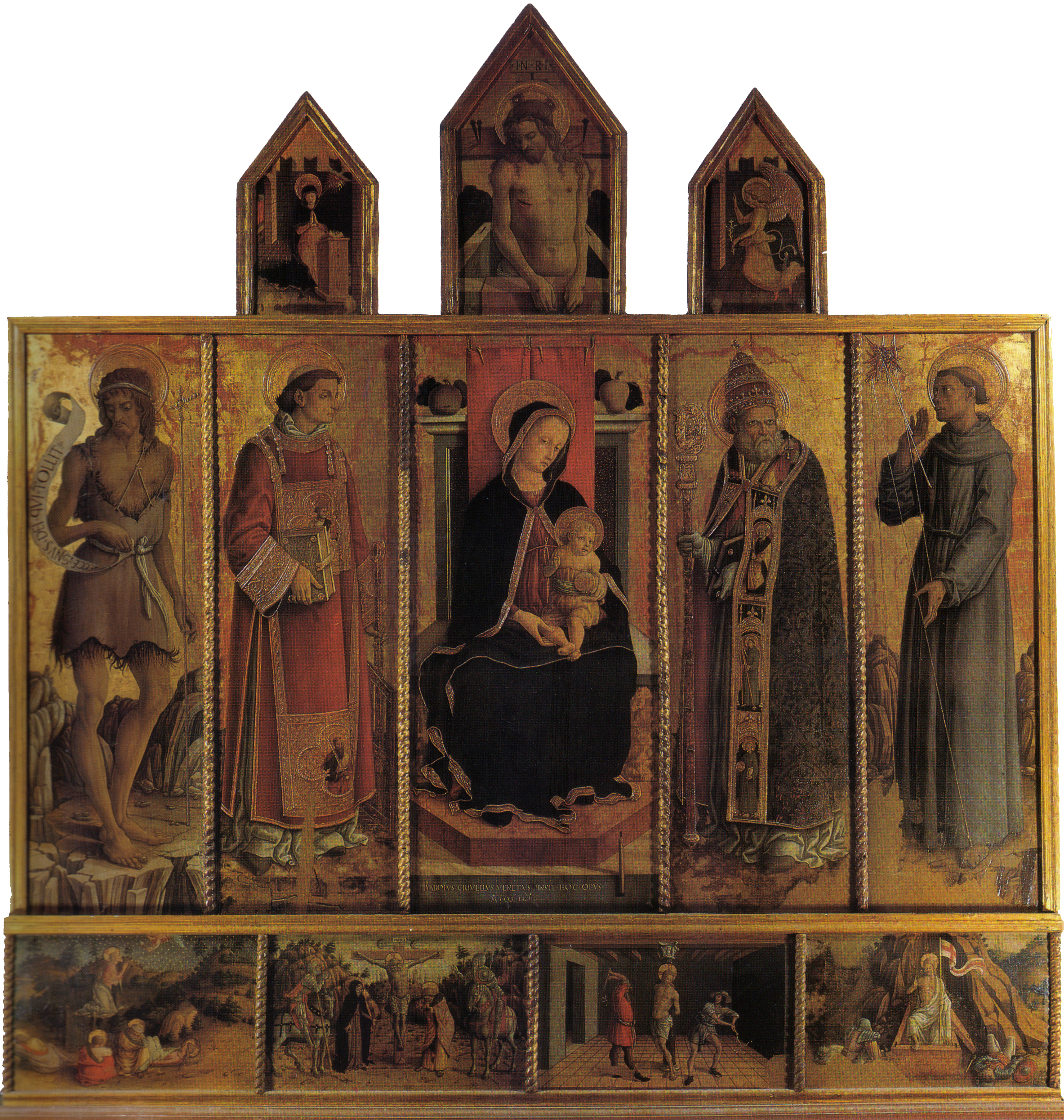
مذبح كارلو كريفيلي. يحتوي بريدلا على مشاهد من آلام المسيح.

البراديلا هو منصة أو علوة حيث يوجد المذبح، يعود أصل الكلمة إلى *predel أو *pretel من اللغة اللومباردية و التي تعني طاولة خشبية منخفضة توضع كقطعة أساسية من الأثاث.
في الفن والتصوير، تشير البراديلا إلى التصوير أو النحت على كامل الهيكل في أسفل اللوحات المتعددة أو قد تشير إلى عدة لوحات من لوحات المذبح. في العصور المسيحية الوسطى المتأخرة والعصور الحديثة، لوحات المذبح، حيث تتوضع اللوحة الرئيسة للمشهد مع شخصيات أخرى ثابتة، أصبح من المعتاد أن تتضمن البراديلا عدداَ من اللوحات السردية صغيرة الحجم، والتي تتضمن أحداثاً من حياة المكرس، فقد تحوي أحداثاً من حياة المسيح أو حياة مريم العذراء أو قد تحوي صورة قديس. عادة ما تحوي البراديلا من ثلاث إلى خمس مشاهد في تصوير أفقي.
نالت البراديلا أهمية في تاريخ الفن، فأصبح عبرها الفنان يتمتع بحرية أكبر في الكتابة الأيقونية مقارنة باللوحة الرئيسة، والتي يمكن رؤيتها ومعرفة تفاصيلها عن قرب فقط. نظراً لكون اللوحات الرئيسية ذاتها أصبحت ذات تصوير مسرحي، وخلال مانييريزمو لم يعد يتم رسم لوحات البراديلا، وكانت نادرة حتى منتصف القرن السادس عشر، وأصبحت لوحات البراديلا اليوم مفصولة عن بقية لوحات المذبح في المتاحف.

## أمثلة عن البراديلا
- دوتشيو - بريديلا لمايشتا - واحدة من أقدم البراديلا.
- لورنزو موناكو - حوادث في حياة القديس بنديكت (حوالي 1407-1409)
- لوكا سينيوريلي - عبادة المجوس (سي 1496)
- أندريا مانتيجنا - سان زينو ألتربيس (1459)
- ستانلي سبنسر - كنيسة ساندهام التذكارية ، بورغكلير ، هانتس.مذبح مع بريديلا منحوتة ومطلية في كنيسة مارين في شترالزوند ، ألمانيا .

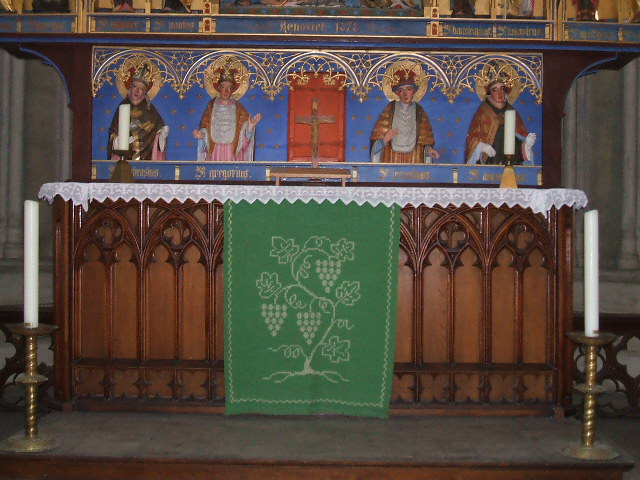
مذبح مع بريديلا منحوتة ومطلية في كنيسة مارين في شترالزوند ، ألمانيا.